# Researchmap
researchmap（リサーチマップ）は、日本の研究機関（国公私立・通信制を含む大学、大学院大学、短期大学、高等専門学校など）に在籍する研究者の経歴や論文リストを収集したインターネット上のデータベースサービスである。言語は日本語と英語であり、研究者の情報を無料で閲覧することができる。
国の外郭団体が設計・開発や運営を担うが、記載内容や項目が管理された公的な位置付けのデータベースではなく、研究者間の情報交換を主な目的として、研究者やその関係者等が自由記載した内容を公開する形態をとっている。

## 目的
サービス目的
1. 分野や所属を超えた研究者コミュニティを構築することによる研究の活性化
2. 研究者を中心に据えた多様な研究情報の収集
3. 収集・編集した研究一次データを核とした新たなインテリジェンス技術の創生

## 対象
「ゆるやかな意味での「研究者」に当てはまる方」を対象にしており、大学等（高専・専門学校を含む）の高等教育機関で教員、研究者、もしくは学生として研究に従事している研究者をはじめ、企業、政府機関で研究活動を行う者も登録することができる。
組織ごとに登録を義務としている場合もあり、岡山大学では博士課程在籍者も含めて義務とされている。

## 主な機能
研究者プロフィールの作成
経歴・論文リスト・研究領域などの掲載が可能で、項目毎に公開レベルを「一般公開」「研究者のみに公開」「非公開」の3段階に設定が可能である。データベースの情報取り込みに対応し、科研費データベースから経歴、CiNii・PubMed・Web of Scienceから論文、Amazon・CiNii Booksから書誌などに対応する。
研究者ブログ
公開されており未登録者も閲覧可能だが、登録した研究者のみコメントの付記が可能である。
資料公開
5メガバイト以下の大きさのファイルをアップロードして公開が可能である。
スケジュール機能、ToDo（やるべき仕事）管理機能
コミュニティ機能
コレボレーティブソフトウェアに類似し、登録研究者のみが参加可能な「コミュニティ」で利用するための電子掲示板、Todo（やるべき仕事）管理機能、スケジュール機能、資料共有機能、フォトアルバム等がある。
API
機関ごとの研究者総覧の作成などへの活用が想定されている。
機関の代理人による登録や更新
研究者個人が登録や更新をするだけでなく、所属する機関が代理で登録や更新をすることが可能になっている。

## 構成ソフトウェア
NetCommonsを用いて構成している。

## ReaDと統合
日本の研究者情報のデータベースは他にも、国立研究開発法人科学技術振興機構 (JST) の研究開発支援総合ディレクトリ (ReaD) があったが、2011年にROISとJSTはResearchmapとReaDの統合を合意し、「ReaD & Researchmap」として11月にサービス提供を開始し、ReaDは9月1日に更新を停止した。2014年4月に名称を「researchmap」へ改めた。